# Superman: Doomsday
Superman: Doomsday is een direct-naar-video-animatiefilm gebaseerd op het DC Comics personage Superman. De film is een verfilming van achtereenvolgens de verhaallijnen The Death of Superman, World Without a Superman en Return of Superman (1992-1993). Deze liepen destijds gelijktijdig in verschillende op Superman gebaseerde striptitels. Superman: Doomsday is de eerste in een serie van films gebaseerd op verhalen uit DC Comics. De film kwam uit op 18 september 2007.
Hoewel de animatiestijl hetzelfde is als die van Superman: The Animated Series, heeft de film dus geen connecties met deze serie en is derhalve geen onderdeel van het DC Animated Universe.

## Plot
De film opent met Superman die zijn dagelijkse heldendaden verricht, terwijl Lex Luthor vertelt hoe de mensen naar Superman opkijken als een god.
Lois Lane krijgt van Perry White de opdracht een riskant verhaal over een liefdadigheidsorganisatie niet te publiceren, ondanks dat Lex Luthor erbij betrokken is. Clark Kent vertrekt naar Afghanistan, maar komt later als Superman naar Metropolis. Hij haalt Lane op en neemt haar mee naar zijn schuilplaats, de Fortress of Solitude. Daar praten ze over hun inmiddels een paar maanden durende relatie. Lane wil dat Superman haar zijn ware identiteit vertelt (ze vermoedt al dat dit Kent is, maar wil bevestiging van hemzelf).
Ondertussen vinden werkers van Luthors bedrijf een ruimteschip en bevrijden per ongeluk de als superkrijger gecreëerde buitenaardse Doomsday hieruit. Hij werd ooit door een buitenaards ras geschapen als levend vernietigingswapen, maar bleek oncontroleerbaar. Omdat hij daarnaast niet kapot te krijgen was, sloten ze hem in plaats daarvan op.

Doomsday vermoordt alle aanwezige werkers en begeeft zich in een rechte lijn naar Metropolis, alles wat op zijn pad komt verwoestend. In het fort wil Superman net zijn identiteit onthullen aan Lane wanneer het alarm afgaat. Hij haast zich terug naar Metropolis om Doomsday te bevechten, die tot zijn verrassing amper tot niet voor hem onderdoet. Uiteindelijk slaagt Superman erin Doomsday te doden, maar sterft meteen daarna zelf ook aan zijn verwondingen.
De hele wereld rouwt om de dood van hun held, ook Luthor, al is dat dan alleen maar omdat hij Superman had willen vermoorden. White vraagt zich af waarom Kent niets van zich laat horen, maar Lane weet waarom. Ze gaat naar Smallville en bezoekt Kents adoptiefmoeder Martha Kent voor steun.

Nu Superman weg is, heeft de politie haar handen vol aan de schurken die Superman normaal gesproken zou hebben verslagen. De Toyman gijzelt een bus vol kinderen met een enorme mechanische spin. Lane besluit de schurk eigenhandig te bevechten. Terwijl ze een reddingspoging onderneemt, duikt 'Superman' op en verslaat Toyman. Hoewel hij in orde lijkt, kloppen een aantal dingen niet. Hij weet niet meer waar Lois’ appartement is en reageert verbaasd wanneer ze hem kust. Lane vermoedt dat dit door de schok van zijn dood komt, maar in werkelijkheid is deze Superman een kloon, gemaakt door Luthor van het bloed dat hij aantrof waar Superman en Doomsday op elkaar botsten. Luthor kweekt in zijn hoofdkwartier een hele verzameling Supermannen, beveiligd met een bolletje in lood gehuld kryptoniet in hun hersenen, zodat hij ze de baas kan.
Wat Luthor niet weet is dat de echte Superman ook nog in leven is. De robot in zijn fort op Antarctica kwam erachter dat er toch nog levenstekenen in zijn lichaam aanwezig waren. Hij nam hem vervolgens mee en begon aan zijn herstel te werken. Ondertussen begint de Supermankloon een steeds grimmigere persoonlijkheid te ontwikkelen. Hoewel hij net als de echte Superman oprecht een goede wereldorde wil bewaren, deinst hij er niet voor terug moorden te plegen om zijn doel te bewerkstelligen. Dit in tegenstelling tot de legitieme superheld. De kloon vecht nogmaals met Toyman en doodt hem dit keer, door hem van grote hoogte te laten vallen. De stad reageert geschokt en zowel Lane als fotograaf Jimmy Olsen beseffen dat er iets niet klopt.
De kloon keert terug naar Luthor, die hem een berisping geeft voor zijn gedrag. Luthor beveelt de kloon het lichaam van de echte Superman terug te halen en dreigt de kloon te vernietigen als deze nogmaals in de fout gaat. De kloon scant daarop zijn eigen lichaam in een kappersspiegel en ontdekt de loden bal met kryptoniet, waarmee Luthor hem op elk moment kan uitschakelen. Hij verwijdert daarop de bal met zijn laserogen.

Op hetzelfde moment heeft Lane een ontmoeting met Luthor; zogenaamd omdat ze graag verder wil met haar leven, maar in werkelijkheid omdat ze wil uitzoeken of hij wellicht verantwoordelijk is voor Supermans recente gedrag. Ze verdooft Luthor en doorzoekt samen met Olsen zijn kantoor. Ze ontdekken dat Luthor een leger van Supermannen wil klonen. Wanneer hij bijkomt, dreigt hij het tweetal neer te schieten, maar voor hij iets kan doen arriveert de kloon. Deze begint het hoofdkwartier te slopen om te voorkomen dat Luthor een leger supermannen tot zijn beschikking krijgt. Beseffend dat de kloon de kryptonietbal heeft verwijderd, probeert Lex zich terug te trekken in een speciale kamer, maar de kloon gooit deze hele kamer uit het gebouw de straat op.
Wanneer hij het nieuws over de kloon hoort, schiet de echte Superman te hulp, ondanks dat hij nog maar voor 67% is genezen. Om toch een kans te maken, trekt hij een speciaal pak aan dat geel zonlicht absorbeert, zodat hij sneller sterker wordt. Ook neemt hij een speciaal kryptonietpistool mee dat Luthor in het verleden ontwierp. Superman en de kloon gaan een soortgelijk gevecht aan als Superman en Doomsday. Superman slaagt er niet in de veel snellere kloon te raken met het kryptonietpistool. Uiteindelijk is het Lane die de kloon weet neer te schieten. De kloon vernietigt het pistool, maar wordt kort daarna zelf verslagen door blootstelling aan een grote hoeveelheid kryptoniet.
Later, in Lanes appartement, bekent Superman aan Lane dat hij inderdaad Clark Kent is, nadat hij een spelfout in haar artikel over Supermans terugkeer corrigeert.

## Cast
| Acteur              | Personage                            |
| ------------------- | ------------------------------------ |
| Adam Baldwin        | Clark Kent / Superman Superman kloon |
| Anne Heche          | Lois Lane                            |
| James Marsters      | Lex Luthor                           |
| John DiMaggio       | Toyman                               |
| Tom Kenny           | De Robot                             |
| Swoosie Kurtz       | Martha Kent                          |
| Cree Summer         | Mercy Graves                         |
| Ray Wise            | Perry White                          |
| Adam Wylie          | Jimmy Olsen                          |
| Kevin Smith         | Grumpy Man                           |
| James Arnold Taylor | Officer Tucker                       |
| Kimberly Brooks     | Murphy                               |
| Townsend Coleman    | Drill Operator                       |
| Chris Cox           | Damon Swank                          |
| Hettie Lynne Hurtes | Nieuwslezer                          |

## Achtergrond

### Vergelijking met de strip
De film is in grote lijnen een verfilming van het verhaal The Death of Superman en de bijbehorende subverhalen World Without a Superman en Return of Superman. Toch zitten er een paar verschillen tussen de strip en de film:
- In de film is de originele Lex Luthor nog aanwezig. In de strips was deze Luthor gestorven aan Kryptonietvergiftiging en vervangen door een kloon genaamd Lex Luthor II.
- In de strip was Lois rond Supermans dood al lang op de hoogte van zijn ware identiteit, en planden de twee zelfs al hun huwelijk.
- In de strip wist Doomsday zelf te ontsnappen uit zijn schip. In de film wordt hij bevrijd door medewerkers van Lex’ bedrijf.
- Het gevecht tussen Superman en Doomsday vond in de strips plaats op klaarlichte dag en in de film ‘s nachts.
- De Justice League vocht in de strip met Superman mee, maar is afwezig in de film.
- In de strip stierven Superman en Doomsday toen ze elkaar met hun laatste kracht neersloegen. In de film neemt Superman Doomsday mee de ruimte in, waarna hij hem en zichzelf in een kamikazeduik laat neerstorten op Aarde.
- In de strip stal Cadmus Superman's lichaam. In de film was dit LexCorp.
- In de strip sterft Jonathan Kent aan een hartaanval na Supermans dood en vecht in het hiernamaals voor de terugkeer van Supermans ziel. In de film is Jonathan al lang voor het gevecht met Doomsday overleden.
- In de strip doken nog vier andere mensen op die beweerden Superman te zijn, alvorens de echte Superman zijn herintrede deed: Steel, Eradicator, de Cyborg Superman, en Superboy.
- Mongul werd na Doomsday’s dood de hoofdvijand in de verhaallijn van de strip. In de film komt hij niet voor.
- Superman's "Solar Suit" ziet er in de strip anders uit dan in de film.
- In de strip werd Clark Kents afwezigheid na Supermans dood verklaard middels het feit dat hij misschien was begraven onder het puin van Superman’s en Doomsday’s gevecht. In de film was hij zogenaamd naar Afghanistan voor een reportage.

### Kijkadvies
De film kreeg in Amerika de nominering “PG-13” van de Motion Picture Association of America. Dit vooral vanwege de vele gewelddadige scènes en de dood van de personages. Ook het taalgebruik in de film werd gezien als “erg volwassen” voor een animatiefilm.

### Reacties
De film kreeg vooral positieve reacties. Veel critici vonden de film een vooruitgang voor animatiefilms, vooral vanwege de meer serieuze en volwassen verhaallijn en plotelementen.
Niet alle reacties waren positief. Hoewel beeld en geluid wel massaal werden geprezen vonden sommige critici het verhaal zelf een teleurstelling.

### Soundtrack
- 1. Superman Doomsday Main Title (2:05)
- 2. Fortress of Solitude (1:33)
- 3. Alien (2:25)
- 4. Killing the Hick (0:52)
- 5. Doomsday Rising (3:59)
- 6. Superman vs. Doomsday (1:49)
- 7. Doomsday Battle (2:11)
- 8. Superman's Sacrifice (2:38)
- 9. The Death of Superman (2:07)
- 10. Lois & Martha (0:48)
- 11. Toy Man Attacks (2:28)
- 12. Return of the Hero (2:22)
- 13. Superman Clone (3:16)
- 14. Heartbeat (0:43)
- 15. Relocated (1:13)
- 16. Lois Was Right (0:37)
- 17. Cat Rescue (1:42)
- 18. A Safe Superman (1:47)
- 19. Lois' Plan (2:21)
- 20. Clone Discovery (3:17)
- 21. Luthor's Fate (0:32)
- 22. Superman's Return (2:27)
- 23. Superman vs. Superclone (4:56)
- 24. Superman's Victory (4:23)
- 25. Smallville Elementary (1:03)
- 26. Superman Doomsday End Titles (2:58)